# Buaran Bambu
Buaran Bambu is een bestuurslaag in het regentschap Tangerang van de provincie Banten, Indonesië. Buaran Bambu telt 6823 inwoners (volkstelling 2010).